# One Bennett Park
One Bennett Park ist ein Wolkenkratzer in Chicago, Illinois. Mit einer Höhe von 257 m ist es  eines der höchsten Gebäude in Chicago.

## Beschreibung
Der Öffentlichkeit wurde das Projekt an der 451 East Grand Avenue erstmals im Juli 2014 vorgestellt und im Dezember beschlossen. Im Oktober 2015 wurde das geplante Hochhaus in One Bennett Park umbenannt.
Der Bau begann im Jahr 2016 und erreichte im Januar 2018 seine Endhöhe von 257 m. Die Eröffnung fand im Frühjahr 2019 statt.
Das Design des Gebäudes ist an die Art-déco-Wolkenkratzer der 1920er und 1930er Jahre angelehnt und gehört somit zum Stil des Neo Déco wie die bereits fertiggestellten 30 Park Place oder 220 Central Park South in New York City.
One Bennett Park beherbergt 279 Appartements und 69 Eigentumswohnungen auf 67 Etagen. An der Turmbasis befindet sich ein Parkhaus mit 900 Parkplätzen.
In unmittelbarer Nachbarschaft steht die Architekturikone Lake Point Tower.